# George Town Council
George Town Council är en kommun i Australien. Den ligger i delstaten Tasmanien, i den sydöstra delen av landet, omkring 200 kilometer norr om delstatshuvudstaden Hobart. Antalet invånare var 6 764 vid folkräkningen 2016.
Följande samhällen finns i George Town:
- George Town
- Low Head
- Hillwood
- Pipers River
- Bellingham
- Lulworth